# Macroditassa grandiflora
Macroditassa grandiflora är en oleanderväxtart som först beskrevs av Fourn., och fick sitt nu gällande namn av Gustaf Oskar Andersson Malme. Macroditassa grandiflora ingår i släktet Macroditassa och familjen oleanderväxter. Inga underarter finns listade i Catalogue of Life.